# Kevin Smith
Kevin Patrick Smith (ur. 2 sierpnia 1970 w Red Bank) – amerykański scenarzysta, reżyser, autor komiksów i aktor.

## Życiorys
Urodził się w Red Bank w New Jersey jako syn Grace (z domu Schultz) i Donalda Edgara Smitha. Jego rodzina ze strony ojca miała pochodzenie niemieckie, irlandzkie i angielskie, a ze strony matki niemieckie. Uczęszczał przez jeden semestr do New School for Social Research w Nowym Jorku i studiował przez cztery miesiące w Vancouver Film School w Vancouver.
Występował w roli Cichego Boba (Silent Bob), reżyser serii filmów o New Jersey. Scenarzysta popularnego w USA komiksu Green Arrow.
25 kwietnia 1999 poślubił Jennifer Schwalbach, z którą ma córkę Harley Quinn (ur. 26 czerwca 1999, otrzymała imię na cześć postaci z komiksu DC Harley Quinn).
W lutym 2018 przeszedł rozległy zawał serca.

## Twórczość

### Reżyseria
- 1992: Mae Day: The Crumbling of a Documentary
- 1994: Clerks – Sprzedawcy (Clerks)
- 1995: Szczury z supermarketu (Mallrats)
- 1997: W pogoni za Amy (Chasing Amy)
- 1999: Dogma
- 2001: Jay i Cichy Bob kontratakują (Jay and Silent Bob Strike Back)
- 2002: The Flying Car
- 2004: Clerks: The Lost Scene
- 2004: Dziewczyna z Jersey (Jersey Girl)
- 2006: Clerks – Sprzedawcy II (Clerks 2)
- 2008: Zack i Miri kręcą porno (Zack and Miri Make a Porno)
- 2010: Fujary na tropie (Cop Out)
- 2011: Czerwony stan (Red State)
- 2014: Kieł
- 2016: Holidays (segment Halloween)
- 2019: Jay i Cichy Bob powracają (Jay and Silent Bob Reboot)
- 2022: Clerks III

### Scenariusz
- 1992: Mae Day: The Crumbling of a Documentary
- 1994: Clerks – Sprzedawcy (Clerks)
- 1995: Szczury z supermarketu (Mallrats)
- 1997: W pogoni za Amy (Chasing Amy)
- 1999: Dogma
- 2001: Jay i Cichy Bob kontratakują (Jay and Silent Bob Strike Back)
- 2002: Roadside Attractions
- 2002: The Flying Car
- 2004: Dziewczyna z Jersey (Jersey Girl)
- 2005: Zielony szerszeń (The Green Hornet)
- 2006: Clerks – Sprzedawcy II (Clerks 2)
- 2008: Zack i Miri kręcą porno (Zack and Miri Make a Porno)
- 2011: Czerwony stan (Red State)
- 2014: Kieł
- 2016: Holidays (segment Halloween)
- 2019: Jay i Cichy Bob powracają (Jay and Silent Bob Reboot)
- 2022: Clerks III

### Obsada aktorska
- 1994: Clerks – Sprzedawcy (Clerks) – Cichy Bob
- 1995: Szczury z supermarketu (Mallrats) – Cichy Bob
- 1996: Drawing Flies – Cichy Bob
- 1997: W pogoni za Amy (Chasing Amy) – Cichy Bob
- 1999: The Blair Clown Project
- 1999: Dogma – Cichy Bob
- 2000: Krzyk 3 (Scream 3) – Cichy Bob
- 2000: Vulgar – Martan Ingram
- 2000: Od zmierzchu do świtu 3: Córka kata (From Dusk Till Dawn 3: The Hangman's Daughter) – Joaquin
- 2000: Clerks – Cichy Bob (głos)
- 2001: Jay i Cichy Bob kontratakują (Jay and Silent Bob Strike Back) – Cichy Bob
- 2002: Teraz już wiesz (Now You Know) – żonaty facet
- 2003: Daredevil – Jack Kirby
- 2005: Degrassi: The Next Generation – Jay and Silent Bob do Degrassi – Cichy Bob
- 2006: Clerks – Sprzedawcy II (Clerks II) – Cichy Bob
- 2006: Złów i wypuść (Catch and Release) – Sam
- 2006: Szampańskie życie – Rusty
- 2007: Szklana pułapka 4.0 – Warlock
- 2009: Degrassi Goes Hollywood w roli samego siebie
- 2016: Holidays (segment Halloween)
- 2019: Jay i Cichy Bob powracają (Jay and Silent Bob Reboot) – Cichy Bob
- 2022: Clerks III – Cichy Bob

#### Gościnnie
- 1995: Mad TV – kpt. „Eric” Scurvy
- 2000: Tak, kochanie (Yes, Dear) – jako Cichy Bob
- 2003: Kaczor Dodgers (Duck Dodgers) – Hal Jordan (głos)
- 2004: Weronika Mars – Duane Anders
- 2005: Joey w roli samego siebie

### Produkcja
- 1992: Mae Day: The Crumbling of a Documentary
- 1994: Clerks – Sprzedawcy (Clerks)
- 1995: Szczury z supermarketu (Mallrats)
- 1996: Drawing Flies
- 1997: W pogoni za Amy (Chasing Amy)
- 1997: A Better Place
- 1999: Dogma
- 2001: Judge Not: In Defense of Dogma
- 2003: Straszny film 3 (Scary Movie 3)
- 2006: Clerks II
- 2016: Holidays (segment Halloween)
- 2019: Jay i Cichy Bob powracają (Jay and Silent Bob Reboot)

### Montaż
- 1997: W pogoni za Amy (Chasing Amy)
- 1999: Dogma
- 2001: Jay i Cichy Bob kontratakują (Jay and Silent Bob Strike Back)
- 2004: Dziewczyna z Jersey (Jersey Girl)
- 2006: Clerks II
- 2022: Clerks III

### Produkcja wykonawcza
- 1996: Drawing Flies
- 1999: Big Helium Dog
- 2000: Clerks
- 2004: Dziewczyna z Jersey (Jersey Girl)
- 2005: Reel Paradise
- 2005: Zielony szerszeń (The Green Hornet)